# Anchor (Illinois)
Anchor é uma vila localizada no estado americano de Illinois, no Condado de McLean.

## Demografia
Segundo o censo americano de 2000, a sua população era de 175 habitantes. 
Em 2006, foi estimada uma população de 170, um decréscimo de 5 (-2.9%).

## Geografia
De acordo com o United States Census Bureau tem uma área de 
0,5 km², dos quais 0,5 km² cobertos por terra e 0,0 km² cobertos por água.

## Localidades na vizinhança
O diagrama seguinte representa as localidades num raio de 16 km ao redor de Anchor. 